# Kibbelgaarn (plaats)
Kibbelgaarn (Gronings: Kibbelgoarn) is een gehucht in de gemeente Veendam, provincie Groningen (Nederland). Het ligt tussen Oude Pekela en Veendam en ten noorden van het gehucht Zuidwending waar de enige weg van het gehucht naartoe leidt.
De naam Kibbelgaarn verwijst naar een ruzie (gekibbel) tussen twee boeren over een gerend (= spits toelopend, kielvormig) stuk land, de gaarne. Kibbelgaarn is ontstaan als veenkolonie. De Kibbelgaarnerwijk stond in verbinding met het Zuidwendiger Hoofddiep, van waaraf het gebied werd aangesneden voor vervening.
In 1861 werd het waterschap Kibbelgaarn opgericht. De molen waarmee het gebied bemalen werd brandde echter af in 1875. In 1880 werd het waterschap Kibbelgaarn opnieuw opgericht om de 141 ha opnieuw te beheren. In 1961 fuseerde het waterschap met het waterschap Ceres
Er liggen ongeveer twintig huizen aan de weg. De School met den Bijbel is gesloten en de kerk die er ooit stond is verdwenen. Ook de middenstand is er niet meer.
Het dorp en dus ook de weg ligt op de gemeentegrens. Ten zuiden van de weg Ceres, die naar het recreatiegebied Emergobos leidt, vormt Kibbelgaarn de grens tussen de gemeenten Veendam en Pekela. Ten noorden van die weg loopt de grens tussen Veendam en Menterwolde. De huizen die aan de Menterwoldse kant van de weg staan liggen niet aan de weg met de naam Kibbelgaarn. Dezelfde weg draagt aan die kant de naam Meedenerveen. Meedenerveen is echter aangesneden vanaf de Cokkingaaswijk of Zuidveensterwijk en van daaruit verveend.
Het noordelijkste stukje, van het fietspad tot het einde van de weg, maakt deel uit van de LF 9 NAP-route

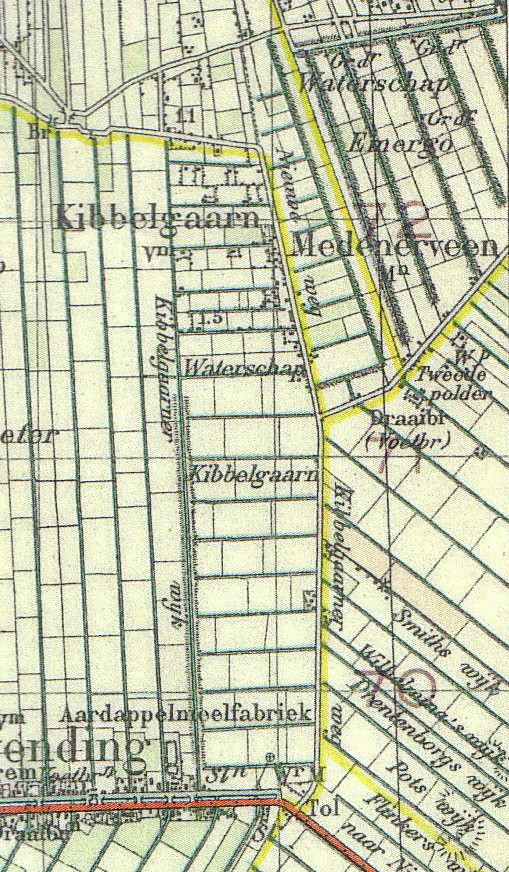
Kibbelgaarn op de topografische kaart van 1928. Ook het gebied van het gelijknamige waterschap is aangeduid op de kaart

## 2 oktober 1944
Op maandagmorgen 2 oktober 1944, even na 7 uur in de morgen, crashte in een akker, recht tegenover de voormalige lagere school, een Hawker Tempest van de Royal Air Force. Aan boord bevond zich squadron-leader Joe Berry die met twee andere Tempests op weg was naar Bad Zwischenahn voor een aanval op een trein die V-1's vervoerde. Ter hoogte van Veendam, bij het radarstation 'Gazelle', werd het vuur geopend op de drie vliegtuigen. Het middelste vliegtuig werd geraakt en kwam neer in Kibbelgaarn. Op 28 juni 2003 is ter nagedachtenis aan de piloot een herdenkingskruisje op de voormalige crash-plaats in de grond gestopt door de nabestaanden van Joe Berry. Joe Berry is begraven op de algemene begraafplaats aan de Hoflaan in Scheemda.
Dorpen: Bareveld (deels) · Borgercompagnie (deels) · Ommelanderwijk · Tripscompagnie (deels) · Veendam · Wildervank (Bareveld)

Gehuchten: Kibbelgaarn · Numero Dertien · Wildervanksterdallen

Buurtschappen: Boven Veensloot (deels) · Korte Akkers · Westerdiepsterdallen · Zuidwending

Groningen: Steden en dorpen      Nederland: Provincies · Gemeenten